# Polydrusus zherikhini
Polydrusus zherikhini (лат.) — ископаемый вид жесткокрылых насекомых из рода Polydrusus семейства долгоносики (Curculionidae). Обнаружены в эоценовом балтийском янтаре Европы. Назван в честь российского палеоэнтомолога В. В. Жерихина (1945—2001).

## Описание
Длина тела около 3 мм. От другого близкого вида из Балтийского янтаря Polydrusus archetypus отличается следующими признаками: надкрылья более широкие, переднеспинка покрыта широкими чешуйками, надкрылья покрыты чешуйками двух типов: узкие прямостоячие и широкие полустоячие; глаза более выпуклые. Скапус усика в 6,7 раза больше своей ширины, не достигает переднеспинки. Скутеллюм субовальный. Надкрылья выпуклые, широкие, в 3,7 раза длиннее переднеспинки, в 1,7 раза длиннее ширины в основании, в 1,5 раза длиннее ширины посередине, в 2,6 раза длиннее ширины в вершинной четверти; плечи слабо сглажены. Бороздки надкрылий регулярные и отчетливые. Коготки лапок крупные, без зубчиков. Вид был впервые описан в 2019 году российским энтомологом Андреем Александровичем Легаловым (Институт систематики и экологии животных СО РАН, Новосибирск, Россия) по голотипу из балтийского янтаря.